# Hemelvaartskerk (Ronse)
De Hemelvaartskerk is de protestantse kerk van de Oost-Vlaamse stad Ronse, gelegen aan Bredestraat 82.
Deze zaalkerk in de stijl van het naoorlogs modernisme werd gebouwd in 1968 naar ontwerp van R. Delfosse en A. Van Impe. Het is een bakstenen bouwwerk. Lichtinval geschiedt via glas-in-beton. Een bescheiden klokkenstoel, vervaardigd van staalprofiel, bevindt zich voor de kerk.